# John Hare (1er vicomte Blakenham)
John Hugh Hare (22 janvier 1911 - 7 mars 1982) est un homme politique conservateur britannique.

## Jeunesse et éducation
Il est le troisième fils de Richard Hare, aristocrate anglo-irlandais, et Freda Vanden-Bampde-Johnstone. Son frère aîné, William Hare, est un éminent homme politique travailliste. Il fait ses études au Collège d'Eton.

## Carrière politique
Blakenham est échevin du conseil du comté de Londres entre 1937 et 1952 et combat pendant la Seconde Guerre mondiale avec le Suffolk Yeomanry en Italie et reçoit la Légion d'honneur et nommé OBE. Il est député de Woodbridge entre 1945 et 1950 et de Sudbury et Woodbridge entre 1950 et 1963 et est vice-président du Parti conservateur entre 1952 et 1955. Il sert sous Anthony Eden comme ministre d'État aux Colonies entre 1955 et 1956 et sous Eden et son successeur, Harold Macmillan, comme secrétaire d'État à la Guerre de 1956 à 1958.
Il est ensuite ministre de l'Agriculture, des Pêcheries et de l'Alimentation de 1958 à 1960 et ministre du Travail entre 1960 et 1963. Il est admis au Conseil privé en 1955 et en 1963, il est élevé à la pairie comme vicomte Blakenham, de Little Blakenham dans le comté de Suffolk. Blakenham sert sous Alec Douglas-Home comme Chancelier du duché de Lancastre et leader adjoint de la Chambre des lords de 1963 à 1964 et est président du Parti conservateur entre 1963 et 1965.

## Famille
Lord Blakenham épouse Nancy Pearson, fille de Harold Pearson, 2e vicomte Cowdray, le 31 janvier 1934. Ils ont trois enfants: 
- Mary Anne Hare (née le 9 avril 1936) ;
- Michael Hare (2e vicomte Blakenham) (25 janvier 1938 - 8 janvier 2018) ;
- Joanna Freda Hare (née le 27 juillet 1942).

En 1967, Joanna épouse l'avocat américain et le professeur de la Harvard Law School Stephen Breyer ; Breyer est nommé juge de circuit à la Cour d'appel des États-Unis pour le premier circuit en 1980 et juge à la Cour suprême des États-Unis en 1994.
Lord Blakenham est décédé en mars 1982, à l'âge de 71 ans, et est remplacé dans la vicomté par son fils unique, Michael. Lady Blakenham est décédée en novembre 1994, à l'âge de 86 ans.

## Intérêts horticoles
En 1951, il achète un bois près de chez lui. Au cours des années suivantes, il crée des clairières et des sentiers à travers les jacinthes et plante de nombreuses plantes rares, ce qui est devenu le Blakenham Woodland Garden.
Hare reçoit la médaille d'honneur de Victoria de la Royal Horticultural Society en 1974. En 1982, il est trésorier de la Société.
Le Blakenham Woodland Garden passe à son fils et est ouvert au public. À sa mort, le bois devient une fiducie caritative. Son fils, Michael Blakenham, écologiste de longue date, augmente le stock de spécimens inhabituels et achète de nombreux arbres et arbustes rares, y compris sans nom, aux enchères aux Royal Botanic Gardens, Kew.